# Río Guadatín
El río Guadatín es un río poco caudaloso (considerado a la vez también arroyo) de la Provincia de Córdoba, en España, afluente del río Guadalquivir, que nace en el este de la campiña alta de El Carpio, en los pagos de Leonis, se adentra luego en la también campiña alta de Villafranca de Córdoba, discurre por la campiña baja de este último municipio, cruza bajo la autovía A-4, se adentra en la vega de la margen izquierda del Guadalquivir, en el tramo que discurre por el término municipal de Villafranca de Córdoba, y desemboca entre los límites territoriales de los municipios de Villafranca y de Córdoba capital. 
Los habitantes del lugar, coloquialmente, también le llaman "Guatín".

## Flora y fauna
En sus riberas entre la vegetación que predomina hallamos el taraje y el cañaveral. Dicha fronda no es demasiado abundante siendo en general escasa la vegetación que ofrece. 
En la época estival, la extrema sequía del lugar, donde se encuentra el cauce de este río/arroyo, ocasiona que el curso del agua se corte quedando una serie sucesiva de grandes charcas, algunas ciertamente profundas, que ayudan a mantener viva la avifauna estable del lugar, en especial patos reales, palomas, perdices y codornices, y también reptiles dependientes del agua, quelonios, como el galápago europeo (emys orbicularis). 

### Galería
|                                                                                   |
| Perdiz común (alectoris rufa), especie abundante en las riberas del río Guadatín. |

|                                                                    |
| Espécimen de galápago europeo que habita las riveras del Guadatín. |